# 天津贵金属交易所
天津贵金属交易所，简称津贵所，2010年2月试运行，2012年2月正式运行，是天津市人民政府批准，由天津产权交易中心发起设立的公司制交易所。
目前，天津贵金属交易所的最大股东为中国中信集团全资子公司中信金属有限公司。